# Pseudasellodes hebetior
Pseudasellodes hebetior là một loài bướm đêm trong họ Geometridae.